# Senior League World Series 2004
Die Senior League World Series 2004 war die 44. Austragung der Senior League Baseball World Series, einem internationalen Baseballturnier für Knaben zwischen 13 und 16 Jahren. Gespielt wurde in Bangor, Maine.

## Teilnehmer
Die zehn Mannschaften bildeten eine Gruppe aus sechs Mannschaften aus den Vereinigten Staaten und eine Gruppe aus vier internationalen Mannschaften.
Die Region Europa hatte sich in Region Europa, Mittlerer Osten und Afrika umbenannt.
| Vereinigte Staaten                       | International                                                           |
| ---------------------------------------- | ----------------------------------------------------------------------- |
| Bangor, Maine Gastgeber                  | Saipan, Nördliche Marianen Region Asien-Pazifik                         |
| Freehold Township, New Jersey Region Ost | Rotterdam, Niederlande Region Europa, Mittlerer Osten und Afrika (EMEA) |
| Dade City, Florida Region Süd            | Surrey, British Columbia Region Kanada                                  |
| San Antonio, Texas Region Südwest        | Maracaibo, Venezuela Region Lateinamerika                               |
| El Rio, Kalifornien Region West          |                                                                         |
| Chicago, Illinois Region Zentral         |                                                                         |

## Ergebnisse
Die Teams wurden in zwei Gruppen eingeteilt. Jeder spielte gegen Jeden in seiner Gruppe, die beiden Ersten spielten gegeneinander den Finalplatz aus.

### Vorrunde

#### Gruppe A
| Platz | Region        | W | L | %     |
| ----- | ------------- | - | - | ----- |
| 1.    | Süd           | 3 | 1 | 0.750 |
| 2.    | West          | 3 | 1 | 0.750 |
| 3.    | Kanada        | 2 | 2 | 0.500 |
| 4.    | Asien-Pazifik | 2 | 2 | 0.500 |
| 5.    | Gastgeber     | 0 | 4 | 0.000 |

| Datum      | Zeit  | Stadion           | Begegnung     | Begegnung | Begegnung     | Ergebnis |
| ---------- | ----- | ----------------- | ------------- | --------- | ------------- | -------- |
| 15. August | 12:30 | Mansfield Stadium | Süd           | –         | West          | 6:5      |
| 15. August | 20:00 | Mansfield Stadium | Kanada        | –         | Gastgeber     | 7:5      |
| 16. August | 10:00 | Mansfield Stadium | West          | –         | Asien-Pazifik | 7:3      |
| 16. August | 17:00 | Mansfield Stadium | Kanada        | –         | Süd           | 2:12     |
| 17. August | 13:00 | Mansfield Stadium | Asien-Pazifik | –         | Kanada        | 1:4      |
| 17. August | 20:00 | Mansfield Stadium | Gastgeber     | –         | Süd           | 4:8      |
| 18. August | 10:00 | Mansfield Stadium | West          | –         | Kanada        | 10:7     |
| 18. August | 20:00 | Mansfield Stadium | Asien-Pazifik | –         | Gastgeber     | 10:8     |
| 19. August | 17:00 | Mansfield Stadium | Süd           | –         | Asien-Pazifik | 5:6      |
| 19. August | 20:00 | Mansfield Stadium | Gastgeber     | –         | West          | 5:13     |

#### Gruppe B
| Platz | Region        | W | L | %     |
| ----- | ------------- | - | - | ----- |
| 1.    | Lateinamerika | 3 | 1 | 0.750 |
| 2.    | Ost           | 3 | 1 | 0.750 |
| 3.    | Zentral       | 2 | 2 | 0.500 |
| 4.    | Südwest       | 2 | 2 | 0.500 |
| 5.    | EMEA          | 0 | 4 | 0.000 |

| Datum      | Zeit  | Stadion           | Begegnung     | Begegnung | Begegnung     | Ergebnis |
| ---------- | ----- | ----------------- | ------------- | --------- | ------------- | -------- |
| 15. August | 15:00 | Mansfield Stadium | Ost           | –         | Zentral       | 7:4      |
| 15. August | 17:30 | Mansfield Stadium | Südwest       | –         | EMEA          | 5:2      |
| 16. August | 13:00 | Mansfield Stadium | Südwest       | –         | Lateinamerika | 2:1      |
| 16. August | 20:00 | Mansfield Stadium | EMEA          | –         | Ost           | 2:16     |
| 17. August | 10:00 | Mansfield Stadium | Zentral       | –         | Lateinamerika | 2:5      |
| 17. August | 17:00 | Mansfield Stadium | Ost           | –         | Südwest       | 12:1     |
| 18. August | 13:00 | Mansfield Stadium | Lateinamerika | –         | EMEA          | 21:0     |
| 18. August | 17:00 | Mansfield Stadium | Zentral       | –         | Südwest       | 6:4      |
| 19. August | 10:00 | Mansfield Stadium | Lateinamerika | –         | Ost           | 4:2      |
| 19. August | 13:00 | Mansfield Stadium | EMEA          | –         | Zentral       | 1:11     |

### Finalrunde
|  | Halbfinale       | Halbfinale |        |         | Weltmeisterschaft | Weltmeisterschaft |
|  |                  |            |        |         |                   |                   |
|  | 20. August       |            |        |         |                   |                   |
|  | B2 Ost           | 1          |        |         |                   |                   |
|  | A1 Süd           | 0          |        |         | 21. August        | 21. August        |
|  |                  |            | B2 Ost | 10      |                   |                   |
|  | 20. August       | 20. August |        | A2 West | 1                 |                   |
|  | A2 West          | 1          |        |         |                   |                   |
|  | B1 Lateinamerika | 0          |        |         |                   |                   |
|  |                  |            |        |         |                   |                   |

## Weblink
- Offizielle Webseite der Senior League World Series